# Barthélemy Adoukonou
Barthélemy Adoukonou, né le 24 août 1942 à Abomey, est un évêque catholique, originaire du Bénin, nommé secrétaire du Conseil pontifical pour la culture.

## Biographie

### Éducation
Descendant d'une famille royale d'Abomey, Barthélemy Adoukonou est né à Abomey en 1942 et il a été ordonné prêtre en 1966.
De 1971 à 1977, il a étudié la sociologie religieuse à Paris, puis il a poursuivi ses études de théologie à Ratisbonne, où il a obtenu un doctorat. De 1984 à 1988, il a préparé son doctorat d'État en sociologie à l' université Paris-Descartes à Paris.

### Carrière en Afrique
Il a été successivement professeur au petit séminaire Sainte-Jeanne d'Arc de Ouidah (1967-1968) ; aumônier et professeur au collège P. Aupiais de Cotonou (1968- 1970) ; vicaire de la paroisse Saint-François d'Assise de Bohicon, à Abomey (1970-1971).
De 1977 à 1984, il a été recteur du petit séminaire Saint-Paul de Djimé, à Abomey ; puis professeur missionnaire à l'université catholique de l'Afrique de l'Ouest, à Abidjan ; professeur de méthodologie de recherche en sciences humaines et sociales à l'université d'État d'Abomey-Calavi et au Grand séminaire Saint-Gall de Ouidah.
De 1988 à 1999 il a été recteur du séminaire propédeutique du Bénin, à Missérété (Porto Novo).
Il a été membre de la commission théologique internationale.
Il est secrétaire général de la Conférence épiscopale régionale de l'Afrique de l'Ouest francophone (CERAO), et de l'Association épiscopale des conférences anglophones de l'Afrique de l'Ouest (Association of Episcopal Conferences of Anglophone West Africa, AECAWA).

### Carrière au sein de la Curie romaine
Il prend la succession du français Bernard Ardura également consulteur de la Congrégation pour les causes des saints et particulièrement chargé de la postulation pour la cause de canonisation de plusieurs figures du catholicisme français comme Robert Schuman (1886-1963) ou Claire de Castelbajac (1953-1975).
Barthélémy Adoukonou est également consulteur du Conseil pontifical pour la promotion de l'unité des chrétiens et a été membre de la Commission théologique internationale.
Il a été nommé secrétaire du Conseil pontifical pour la culture le 3 décembre 2009, premier Africain à ce poste,  nommé évêque titulaire de Zama Mineure (de) le 10 septembre 2011 et sacré le 8 octobre suivant par le cardinal Tarcisio Bertone, secrétaire d’État du Vatican, dans la basilique de Saint Pierre.

## Défense de la négritude au sein de l'Église catholique
Barthélemy Adoukonou est un fervent défenseur de la place de l'Afrique au sein de l'Église catholique. Il est le  fondateur du Sillon Noir, un mouvement de réflexion sur l’inculturation qui s’appuie sur les « intellectuels communautaires ». En 1970, il affirme sa volonté de collaborer à l’inculturation en découvrant la nécessité de récupérer tout ce qu’il y a de saint dans les cultures africaines y compris dans le vodun. D’abord incompris, il parvint à se rallier des sages et des professeurs d’université autour de ses ambitions d’inculturation, notamment grâce à la traduction de la première semaine des Exercices Spirituels de Saint Ignace de Loyola en langue locale, le « fon », pour les chrétiens. Il défend l'idée selon laquelle la théologie africaine doit émaner de son anthropologie.
Sa nomination, la cinquième nomination d'un Africain à la Curie romaine par le pape Benoît XVI, illustre le désir du pape Benoit XVI exprimé par le Cardinal Bertone lors d'un Synode sur l'Afrique en 2009 d'une meilleure représentation de l'Afrique au sein de l'Église catholique. Dans un entretien accordé à Gianluca Buccini et publié dans l'Osservatore Romano le 26 février 2010, Adoukonou affirme:

« L'homme noir, comme tout autre, est capable de l'Évangile parce qu'il a en lui cette expression du dynamisme de la nature nommée culture dans le sens le plus profond. Avec ma nomination, un pas en avant a été fait dans la reconnaissance de la théologie africaine comme expression de la foi qui se fait culture. »

## Proximité avec Benoit XVI
Dans les années 1970, Barthélémy Adoukonou fut doctorant, à l'Université de Ratisbonne, du Professeur Joseph Ratzinger, le futur Pape Benoît XVI. Il décrit celui-ci comme un "théologien brillant, qui ne lisait pas la leçon qu'il avait préparée, de son bureau, mais qui paraissait la lire dans le ciel. Il avait une vision panoramique historique et synthétique profonde comme il sied à un Allemand et aussi claire, propre à un Latin. Le christocentrisme de sa pensée m'enchantait".
Adoukonou a également travaillé à la Commission théologique internationale avec le futur pape Benoit XVI.
Barthélemy Adoukonou a été fait évêque par le pape Benoit XVI en octobre 2011. Il a été ordonné le samedi 8 octobre 2011. La célébration, sobre et belle, d’environ deux heures, est présidée par le cardinal Tarcisio Bertone, secrétaire d’État du Pape Benoit XVI en la basilique Saint Pierre à Rome. Il est entouré, comme de coutume en la circonstance, de deux coconsécrateurs, le cardinal Gianfranco Ravasi, président du Conseil pontifical de la culture et de Mgr Giuseppe Bertello, président de la Commission pontificale pour l'État de la Cité du Vatican et président du Gouvernorat de l'État de la Cité du Vatican. L’animation liturgique est assurée par le chœur de la Basilique.

### Ouvrages
- La mort dans la vie africaine, Présence africaine UNESCO, 1979
- Jalons pour une théologie africaine, I-II, Lethielleux, 1980
- Thèse d’État à Paris: Grammaire et sémantique de la violence : le cas du Vodun béninois

### Articles
- « L’Eucharistie : une approche africaine du débat interculturel » , COMMUNIO, X, 3 – no 59, mai-juin 1985
- « Mariage et famille en Afrique » , COMMUNIO, XI, 6 no 68 novembre-décembre, 1986
- « Le Sillon Noir. La théologie africaine comme œuvre de l’intellectuel communautaire. » , COMMUNIO, XI, 5 no 67, septembre-octobre 1986
- « Relecture du Concile Vatican II » in RICAO (Revue de l’Institut catholique de l’Afrique de l’Ouest), no 4/1993, p. 99-108
- « Théologie de l’Église-Famille de Dieu : 10 ans après dans l’espace CERAO » in RUCAO (Revue de l’Université catholique de l’Afrique de l’Ouest) no 20/ 2004, p. 171-193

## Généalogie épiscopale
- Cardinal Scipione Rebiba
- Cardinal Giulio Antonio Santori
- Cardinal Girolamo Bernerio, O.P.
- Archevêque Galeazzo Sanvitale
- Cardinal Ludovico Ludovisi
- Cardinal Luigi Caetani
- Cardinal Ulderico Carpegna
- Cardinal Paluzzo Paluzzi Altieri degli Albertoni
- Pape Benoît XIII
- Pape Benoît XIV
- Cardinal Enrico Enriquez
- Archevêque Manuel Quintano Bonifaz (es)
- Cardinal Buenaventura de Córdoba Espínola de la Cerda
- Cardinal Giuseppe Maria Doria Pamphilj
- Pape Pie VIII
- Pape Pie IX
- Cardinal Gustave-Adolphe de Hohenlohe-Schillingsfürst
- Archevêque Salvatore Magnasco (it)
- Cardinal Gaetano Alimonda
- Cardinal Agostino Richelmy
- Évêque Giuseppe Castelli (it)
- Évêque Gaudenzio Binaschi (it)
- Archevêque Albino Mensa (it)
- Cardinal Tarcisio Bertone, S.D.B.
- Évêque Barthélemy Adoukonou